# Qabo
Qabo est une ville du Botswana.